# جو مات
جو مات (بالإنجليزية: Joe Matt)‏ هو رسام كارتون أمريكي، ولد في 3 سبتمبر 1963 في فيلادلفيا في الولايات المتحدة.

## وصلات خارجية
- جو مات على موقع ميوزك برينز (الإنجليزية)